# Reële projectieve lijn

De reële projectieve lijn kan worden gezien als een lijn, waarvan de eindpunten elkaar in het oneindigeontmoeten.

In de reële analyse wordt de reële projectieve lijn (ook wel de een-punt compactificatie van de reële lijn, of de projectief uitgebreide reële getallen genoemd), is de verzameling
{\displaystyle \mathbb {R} \cup \{\infty \}},
ook aangeduid door 
{\displaystyle {\widehat {\mathbb {R} }}}
en door 
{\displaystyle \mathbb {R} P^{1}}.
Het symbool {\displaystyle \infty } geeft het punt op oneindig weer, een geïdealiseerd punt dat de twee "uiteinden" van de reële lijn overbrugt. 